# 록히드 F-117 나이트호크
록히드 F-117 나이트호크(영어: Lockheed F-117 Nighthawk)는 록히드 해브 블루 스텔스 시제기 계획을 이어받아 스텔스 기술을 기체 전체에 적용하여 록히드 사가 설계하고 개발했으며, 세계 최초로 실전 배치된 스텔스 공격기이다. 임무 및 용도상 공격기에 해당하지만 미 공군의 식별 부호는 전투기를 뜻한다. F-117A는 미국의 파나마 침공 당시 처음 실전에 투입된 이래 걸프 전쟁, 이라크 전쟁, 보스니아 전쟁 등 미국이 개입된 모든 전쟁에 참전했다. 2008년 4월 22일 마지막 비행을 끝으로 퇴역하였다.

F-117이 GBU-27 페이브웨이 III 레이저-유도 폭탄을 사용하여 폭격하고 있다.

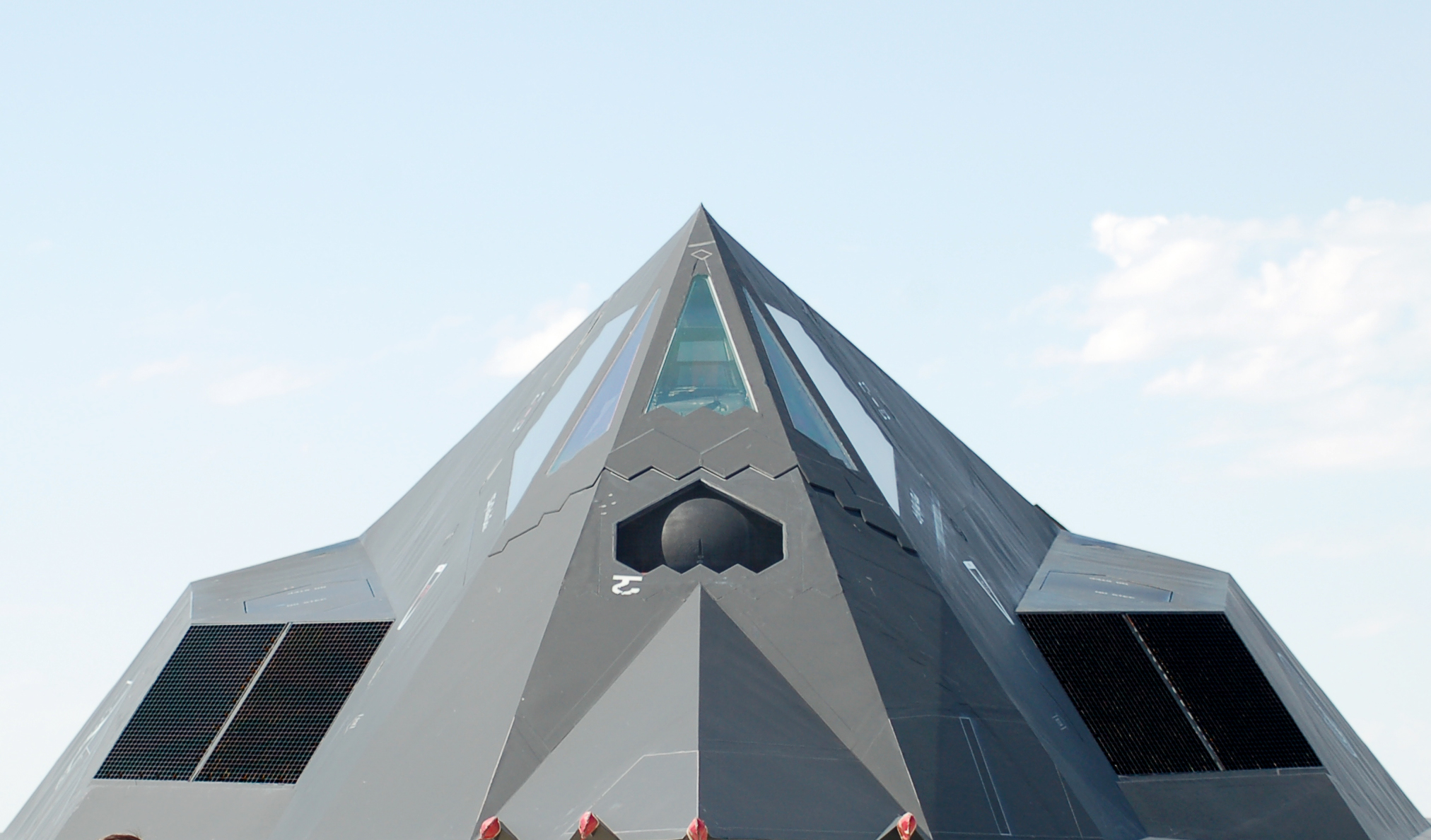
F-117의 전면 사진, 은폐된 공기 흡입구가 보인다.

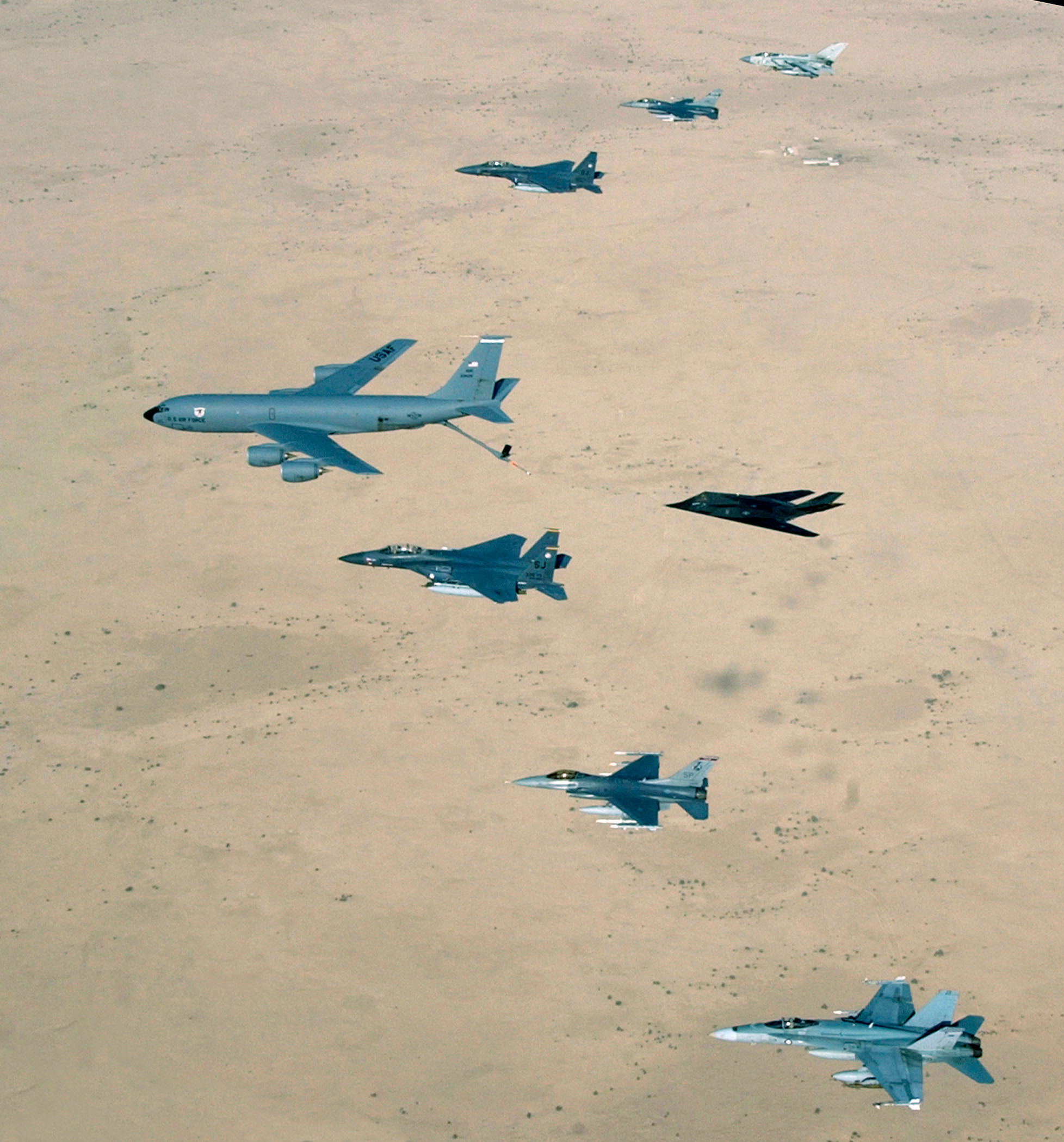
이라크전에 참전중인 F-117

## 내부무장창
F-117A는 2개의 내부무장창에 모두 5,000 파운드 (2,300 kg)의 폭탄을 장착할 수 있다. F-35는 2개의 내부무장창에 모두 5,700 파운드 (2,600 kg)의 폭탄, 미사일을 장착할 수 있다. 가장 덩치가 큰 F-22는 4개의 내부무장창 중에서 2개는 공대공 미사일 전용이고, 나머지 2개의 내부무장창에 각각 1,000 파운드의 폭탄을 장착할 수 있다. 스텔스 폭격 능력만 보면, F-35가 가장 뛰어나다.
- F-117A, 5,000 파운드 (2,300 kg)의 폭탄
- F-22A, 2,000 파운드 (907 kg)의 폭탄
- F-35A, 5,700 파운드 (2,600 kg)의 폭탄

## 아이언볼
록히드 U-2 정찰기, SR-71 정찰기, F-117 폭격기, F-22 전투기에 칠한 레이더 흡수 물질(RAM)을 "아이언볼"이라고 부른다. 미국 공군은 F-22 전투기의 스텔스 성능을 대리석(marble) 수준의 RCS라고 발표했는데, 보통의 대리석은 15 mm 두께이며, 이 경우의 RCS는 대략 -37.45 dBsm (= 0.00018 m2) 수준이다.

## 대한민국
F-117 공격기는 2003년부터 2007년까지, 매년 순환배치의 일환으로 한반도에 배치되어 왔다. 2006년에는 배치되지 않았다. 2007년 1월 한반도에 전진 배치됐던 미 공군의 스텔스 전폭기 1개 대대(12대 이상)가 3개월 간의 임무를 마치고 뉴멕시코주 홀로먼 공군기지로 귀환했다고 미 공군이 밝혔다. 한미연합 전시 증원연습(키 리졸브 훈련) 기간에 맞춰 배치된 것은 이번이 처음이다.
2005년 5월, 미국이 F-117 스텔스 전폭기 15대를 한국에 배치한 것을 두고 조지 W. 부시 미 행정부의 새로운 대북 압박정책이라는 미국 언론 보도가 잇따르고 있다. 이에 북한도 "전쟁을 예고하는 극히 위험한 신호"라고 주장하며 긴장하는 분위기다. 실제로 이번 F-117 전폭기 배치는 1993년과 1996년, 2003년, 2004년에 이은 다섯 번째로 2004년에는 7월부터 11월까지 군산공군기지에 배치됐다.
2019년 2월 26일, 미국 캘리포니아주 R-2508 사격장에서 F-117A 4대가 F-16 전투기 편대와 공동으로 훈련했다. 공군 전문가들은 "F-117A는 적 영토에 은밀히 침투해 지하의 견고한 표적을 레이저 유도 벙커버스터로 폭격한다. 최신예 스텔스기인 F-22 랩터와 F-35는 벙커버스터 같은 대형 폭탄을 달 수 없다"고 말했다. 미국이 지하의 북한 지도부 은신처나 핵시설을 타격하기 위해 2008년에 퇴역한 스텔스기를 다시 등판시켰을 가능성이 있다는 이야기다.
미국은 F-117A 스텔스기를 운용하던 시절부터 수시로 북한 영공을 드나들고 있다. 이 같은 사실은 여러 차례 북한 영공에서 임무를 수행한 F-117A 파일럿 마이클 드리스콜 미 공군중령의 언론 인터뷰를 통해 확인되었는데, F-117A가 퇴역한 뒤에는 F-22A가 이 임무를 승계해 최근까지도 계속되고 있는 것으로 알려졌다.

## 격추
1999년 3월 27일, 08시 15분에 코소보 공습 도중 유고슬라비아 육군을 공습하던 F-117A 폭격기가 지대공 미사일에 격추되었다. 화력관제레이더에 13 km 떨어져 있었고, 고도는 8 km였다. SA-3 고아 미사일 2발이 발사되었다. F-117A 폭격기가 폭격을 위해 내부무장창을 열자 레이더에 잡혔다. 발사된 여러발의 미사일 중 한 발의 근접신관이 폭발했다.
조종사는 탈출했고, 6시간 뒤에 미공군 탐색구조팀에 구조되었다. 러시아 전문가가 잔해를 조사해 25년의 스텔스 기술 격차를 따라잡았다. 잔해가 중국으로 흘러갔다는 정황들이 포착되었다. 조종사 신원은 처음에 알려지지 않았지만, "Capt Ken 'Wiz' Dwelle"라는 이름이 잔해의 조종석에 페인트로 칠해져 있었다.
1999년 4월 30일, 같은 작전에서 F-117A 폭격기 한 대가 더 손상되었다. 기지에 복귀는 했지만, 다시는 날 수 없었다.

## 제원
정보의 출처: USAF National Museum, U.S. Air Force
일반 특성
- 승무원: 1
- 길이: 65 ft 11 in (20.09 m)
- 날개폭: 43 ft 4 in (13.20 m)
- 높이: 12 ft 9.5 in (3.78 m)
- 날개면적: 780 ft² (73 m²)
- 공허중량: 29,500 lb (13,380 kg)
- 탑재중량: 52,500 lb (23,800 kg)
- 엔진: 2× 제너럴 일렉트릭 F404 터보팬, 10,600 lbf (48.0 kN) 각각

성능
- 최대속도: 마하 0.92 (684 mph, 1,100 km/h)
- 순항속도: Mach 0.92
- 항속거리: 930 NM (1720 km)
- 상승한도: 45,000 ft (13,716 m)
- 날개하중: 65 lb/ft² (330 kg/m²)
- 추력대중량비: 0.40

무장
- 2 × 내부 무기 베이에 하나의 하드포인트 (총 2개)
  - 폭탄:
    - GBU-10 페이브웨이 II 레이저 유도 폭탄 2,000 lb Mk84 폭풍파편형 또는 BLU-109 또는 BLU-116 관통형 탄두
    - GBU-12 페이브웨이 II 레이저 유도 폭탄 500 lb Mk84 폭풍파편형 탄두
    - GBU-27 페이브웨이 III 레이저 유도 폭탄 2,000 lb Mk84 폭풍파편형 또는 BLU-109 또는 BLU-116 관통형 탄두
    - GBU-31 JDAM INS/GPS 유도탄 2,000 lb Mk84 폭풍파편형 또는 BLU-109 또는 BLU-116 관통형 탄두
    - B61 핵폭탄[8]

## 같이 보기
관련 개발
- 록히드 해브 블루
- 시 섀도우
- F-19(영어판)
- 블랙 프로젝트(영어판)

유사 항공기
- B-2 스피릿
- BAE 레플리카